# Hooppole
Hooppole es una villa ubicada en el condado de Henry en el estado estadounidense de Illinois. En el Censo de 2010 tenía una población de 204 habitantes y una densidad poblacional de 229,64 personas por km².

## Geografía
Hooppole se encuentra ubicada en las coordenadas 41°31′18″N 89°54′50″O / 41.52167, -89.91389. Según la Oficina del Censo de los Estados Unidos, Hooppole tiene una superficie total de 0.89 km², de la cual 0.89 km² corresponden a tierra firme y (0%) 0 km² es agua.

## Demografía
Según el censo de 2010, había 204 personas residiendo en Hooppole. La densidad de población era de 229,64 hab./km². De los 204 habitantes, Hooppole estaba compuesto por el 94.61% blancos, el 0% eran afroamericanos, el 1.47% eran amerindios, el 0% eran asiáticos, el 0% eran isleños del Pacífico, el 3.92% eran de otras razas y el 0% pertenecían a dos o más razas. Del total de la población el 6.37% eran hispanos o latinos de cualquier raza.